# 威茲點 (加利福尼亞州)
威茲點（英語：Weeds Point）是位於美國加利福尼亞州尤巴縣的一個非建制地區。該地的面積和人口皆未知。

## 地理
威茲點的座標為39°28′39″N 121°02′59″W / 39.47750°N 121.04972°W，而該地的平均海拔高度為889米（即2917英尺）。